# Мандзюк Віталій Васильович
Віталій Васильович Мандзю́к (нар. 24 січня 1986, Віліне, Крим, СРСР) — український футболіст, грав на позиції захисника.
24 грудня 2009 року перейшов до «Дніпра» з київського «Динамо». Деталі трансферу не повідомлялись.
У національній збірній України дебютував 6 лютого 2008 року проти збірної Кіпру.
Його брат Олександр також професійно займається футболом.
Має сина Артема Мандзюка Віталійовича від однієї з дружин — Анни Дриги

## Титули та досягнення
- Чемпіон України (2): 2006/07, 2008/09
- Володар Кубка України (1): 2006/07
- Володар Суперкубка України (1): 2007

| Дата       | Місто           | Господарі  | Результат | Гості     | Турнір            | Голи | Примітки         |
| ---------- | --------------- | ---------- | --------- | --------- | ----------------- | ---- | ---------------- |
| 06/02/2008 | Нікосія         | Кіпр       | 1 – 1     | Україна   | товариський матч  | -    | Вийшов на 89'    |
| 26/03/2008 | Київ            | Україна    | 2 – 0     | Сербія    | товариський матч  | -    |                  |
| 24/05/2008 | Роттердам       | Нідерланди | 3 – 0     | Україна   | товариський матч  | -    |                  |
| 01/06/2008 | Стокгольм       | Швеція     | 0 – 1     | Україна   | товариський матч  | -    | Вийшов на 46'    |
| 20/08/2008 | Львів           | Україна    | 1 – 0     | Польща    | товариський матч  | -    | Вийшов на 90'    |
| 19/11/2008 | Дніпропетровськ | Україна    | 1 – 0     | Норвегія  | товариський матч  | -    |                  |
| 10/02/2009 | Лімасол         | Словаччина | 2 – 3     | Україна   | товариський матч  | -    | Замінений на 46' |
| 11/02/2009 | Нікосія         | Україна    | 1 – 0     | Сербія    | товариський матч  | -    |                  |
| 06/06/2009 | Загреб          | Хорватія   | 2 – 2     | Україна   | Відбір до ЧС 2010 | -    |                  |
| 10/06/2009 | Київ            | Україна    | 2 – 1     | Казахстан | Відбір до ЧС 2010 | -    |                  |
| 12/08/2009 | Київ            | Україна    | 0 – 3     | Туреччина | товариський матч  | -    |                  |
| 05/09/2009 | Київ            | Україна    | 5 – 0     | Казахстан | Відбір до ЧС 2010 | -    |                  |
| 09/09/2009 | Мінськ          | Білорусь   | 0 – 0     | Україна   | Відбір до ЧС 2010 | -    |                  |
| 07/09/2010 | Київ            | Україна    | 2 – 1     | Чилі      | товариський матч  | -    |                  |
| 08/10/2010 | Київ            | Україна    | 2 – 2     | Канада    | товариський матч  | -    |                  |
| 11/10/2010 | Дербі           | Бразилія   | 2 – 0     | Україна   | товариський матч  | -    |                  |
| 17/11/2010 | Женева          | Швейцарія  | 2 – 2     | Україна   | товариський матч  | -    |                  |
| 10/08/2011 | Харків          | Україна    | 0 – 1     | Швеція    | товариський матч  | -    |                  |
| 29/02/2012 | Петах-Тіква     | Ізраїль    | 2 – 3     | Україна   | товариський матч  | -    | Вийшов на 46'    |
| 14/11/2012 | Софія           | Болгарія   | 0 – 1     | Україна   | товариський матч  | -    | Вийшов на 55'    |
| 06/02/2013 | Севілья         | Україна    | 2 – 0     | Норвегія  | товариський матч  | -    | 84'              |
| 14/08/2013 | Київ            | Україна    | 2 – 0     | Ізраїль   | товариський матч  | -    | Вийшов на 91'    |
| Усього     |                 | Матчів     | 22        |           | Голів             | 0    |                  |